# Priscilla Betti

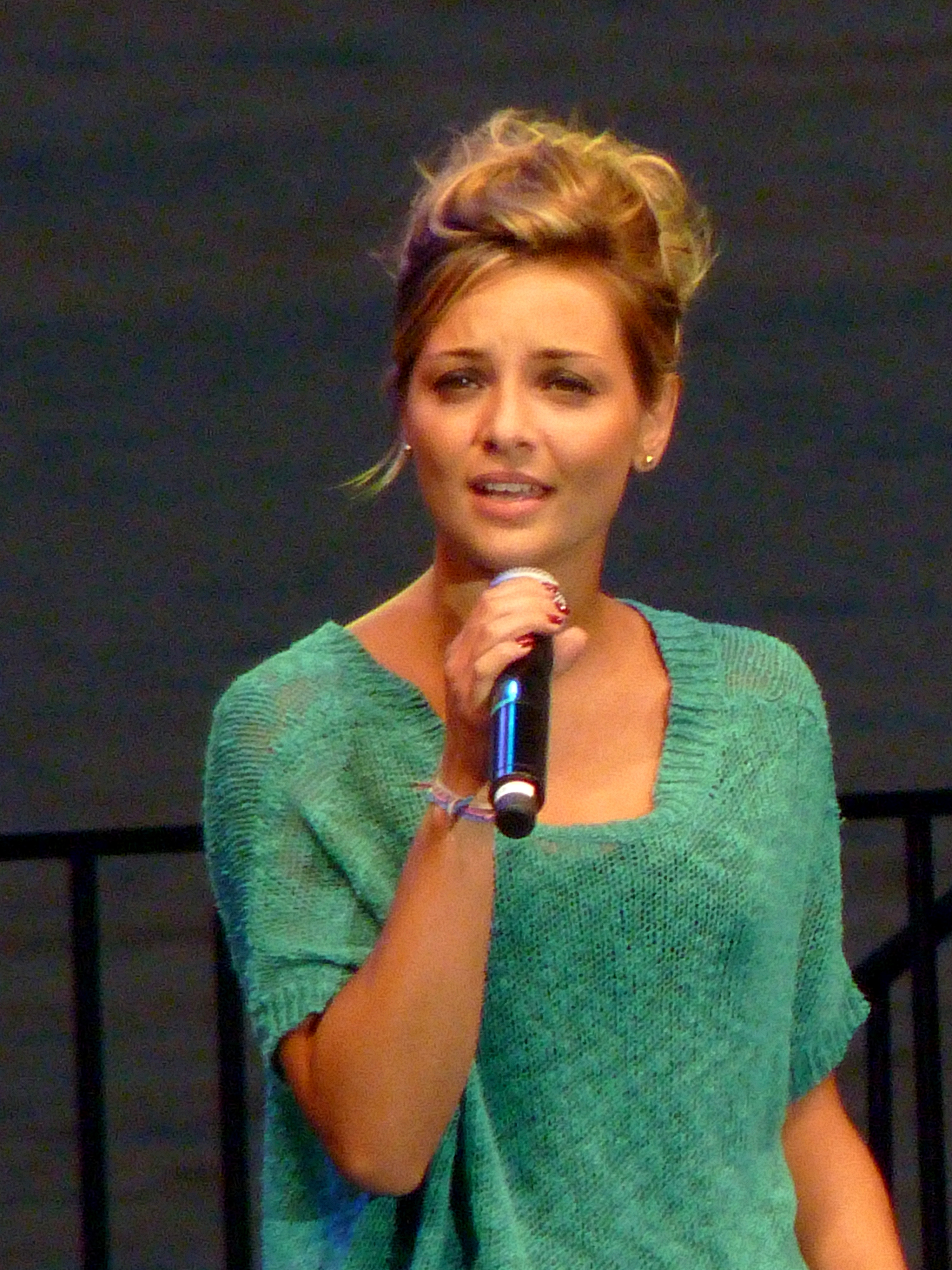
Priscilla Betti

Priscilla Betti (* 2. August 1989 als Préscillia Samantha Cynthia Betti in Nizza) ist eine französische Sängerin und Schauspielerin.

## Karriere
Betti wurde als Elfjährige von Patrick Debord (MGM) in der Fernsehshow Drôles de petits champions entdeckt. 2001 unterschrieb sie einen Plattenvertrag bei Jive Records, bei denen auch Britney Spears ihren Vertrag hat, und nahm im selben Jahr ihre erste Single Quand je serai jeune auf. Bis 2007 hat sie fünf Alben veröffentlicht. In den folgenden zehn Jahren erschienen einige Singles. Erst 2017 veröffentlichte sie bei Capitol Records mit La Vie Sait wieder ein Album.
Sie arbeitet neben ihrer Gesangskarriere auch als Schauspielerin: 2004 spielte sie an der Seite von Christian Clavier und Michel Serrault in dem Film Albert est méchant die Rolle der Chelsea. Ab 2007 übernahm sie die Rolle der Tina in der französischen Musical-Serie Chante !, die ab Februar 2008 beim französischen Sender France 2 mit 78 Folgen in 3 Staffeln à 26 Minuten ausgestrahlt wurde. Die Dreharbeiten für die 4. Staffel begannen im Frühling 2010, die Veröffentlichung der 26 Folgen erfolgte von Juli bis September des folgenden Jahres. 2012 spielte sie in einer Folge der Fernsehserie Autoroute Express, und 2016 übernahm sie eine Rolle in der Komödie Secret d'hiver.
2015 nahm sie an der sechsten Staffel der französischen Tanzshow Danse avec les stars teil und erreichte den zweiten Platz.

## Diskografie

### Alben
| Jahr | Titel                | Höchstplatzierung, Gesamtwochen, AuszeichnungChartplatzierungen (Jahr, Titel, Platzierungen, Wochen, Auszeichnungen, Anmerkungen) | Höchstplatzierung, Gesamtwochen, AuszeichnungChartplatzierungen (Jahr, Titel, Platzierungen, Wochen, Auszeichnungen, Anmerkungen) | Höchstplatzierung, Gesamtwochen, AuszeichnungChartplatzierungen (Jahr, Titel, Platzierungen, Wochen, Auszeichnungen, Anmerkungen) | Anmerkungen                         |
| Jahr | Titel                | FR | BEW | CH | Anmerkungen                         |
| ---- | -------------------- | --- | --- | --- | ----------------------------------- |
| 2002 | Cette vie nouvelle   | FR18 Gold · (18 Wo.)FR | BEW44 (2 Wo.)BEW | CH53 (9 Wo.)CH | Erstveröffentlichung: Juni 2002     |
| 2002 | Priscilla            | FR16 Gold · (45 Wo.)FR | BEW40 (3 Wo.)BEW | CH72 (6 Wo.)CH | Erstveröffentlichung: Dezember 2002 |
| 2004 | Une fille comme moi  | FR8 Gold · (43 Wo.)FR | BEW38 (18 Wo.)BEW | CH83 (4 Wo.)CH | Erstveröffentlichung: Januar 2004   |
| 2005 | Bric à brac          | FR20 (23 Wo.)FR | BEW74 (5 Wo.)BEW | — | Erstveröffentlichung: Juli 2005     |
| 2007 | Casse comme du verre | FR111 (7 Wo.)FR | BEW100 (1 Wo.)BEW | — | Erstveröffentlichung: Dezember 2007 |
| 2017 | La vie sait          | FR59 (3 Wo.)FR | BEW102 (1 Wo.)BEW | — | Erstveröffentlichung: 19. Mai 2017  |

Wiederveröffentlichungen

| Jahr | Titel                          | Höchstplatzierung, Gesamtwochen, AuszeichnungChartplatzierungen (Jahr, Titel, Platzierungen, Wochen, Auszeichnungen, Anmerkungen) | Höchstplatzierung, Gesamtwochen, AuszeichnungChartplatzierungen (Jahr, Titel, Platzierungen, Wochen, Auszeichnungen, Anmerkungen) | Höchstplatzierung, Gesamtwochen, AuszeichnungChartplatzierungen (Jahr, Titel, Platzierungen, Wochen, Auszeichnungen, Anmerkungen) | Anmerkungen |
| Jahr | Titel                          | FR | BEW | CH | Anmerkungen |
| ---- | ------------------------------ | --- | --- | --- | ----------- |
| 2003 | Cette vie nouvelle / Priscilla | FR133 (2 Wo.)FR | — | — | Doppel-CD   |

### Singles
| Jahr | Titel Album                                    | Höchstplatzierung, Gesamtwochen, AuszeichnungChartplatzierungen (Jahr, Titel, Album, Platzierungen, Wochen, Auszeichnungen, Anmerkungen) | Höchstplatzierung, Gesamtwochen, AuszeichnungChartplatzierungen (Jahr, Titel, Album, Platzierungen, Wochen, Auszeichnungen, Anmerkungen) | Höchstplatzierung, Gesamtwochen, AuszeichnungChartplatzierungen (Jahr, Titel, Album, Platzierungen, Wochen, Auszeichnungen, Anmerkungen) | Anmerkungen                          |
| Jahr | Titel Album                                    | FR | BEW | CH | Anmerkungen                          |
| ---- | ---------------------------------------------- | --- | --- | --- | ------------------------------------ |
| 2001 | Quand je serai jeune Cette vie nouvelle        | FR10 Gold · (28 Wo.)FR | BEW23 (11 Wo.)BEW | — | Erstveröffentlichung: September 2001 |
| 2002 | Cette vie nouvelle                             | FR9 Gold · (15 Wo.)FR | BEW36 (2 Wo.)BEW | — | Erstveröffentlichung: März 2002      |
| 2002 | Bla bla bla Cette vie nouvelle                 | FR37 (17 Wo.)FR | — | — | Erstveröffentlichung: Juni 2002      |
| 2002 | Regarde-moi (teste-moi, déteste-moi) Priscilla | FR5 (29 Wo.)FR | BEW9 (11 Wo.)BEW | CH81 (1 Wo.)CH | Erstveröffentlichung: Dezember 2002  |
| 2003 | Tchouk tchouk musik Priscilla                  | FR7 Gold · (33 Wo.)FR | BEW38 (4 Wo.)BEW | CH47 (7 Wo.)CH | Erstveröffentlichung: April 2002     |
| 2004 | Toujours pas d’amour Une fille comme moi       | FR5 Gold · (21 Wo.)FR | BEW21 (15 Wo.)BEW | CH39 (11 Wo.)CH | Erstveröffentlichung: Februar 2004   |
| 2004 | Toi c’est moi Une fille comme moi              | FR16 (19 Wo.)FR | — | — | Erstveröffentlichung: April 2004     |
| 2004 | Jalousie Une fille comme moi                   | FR21 (13 Wo.)FR | — | — | Erstveröffentlichung: September 2004 |
| 2005 | Bric à brac                                    | FR31 (16 Wo.)FR | — | — | Erstveröffentlichung: Juli 2005      |
| 2005 | Je danse donc je suis Bric à brac              | FR45 (12 Wo.)FR | — | — | Erstveröffentlichung: Oktober 2005   |

Weitere Singles
- 2006: Mission Kim Possible
- 2007: Chante!
- 2008: Casse comme du verre
- 2009: Pure Big Bang
- 2012: All I Want For Christmas Is You
- 2012: Je reprends ma route
- 2013: Un faux départ
- 2015: What a Feeling
- 2015: Moi je danse
- 2016: Changer le monde
- 2017: La vie sait

## Filmografie
- 1999: Annie (Synchronstimme für Annie)
- 2004: Albert est méchant
- 2007: Chante! (Fernsehserie), auch bekannt als Studio 24[3]

## Auszeichnungen für Musikverkäufe
Anmerkung: Auszeichnungen in Ländern aus den Charttabellen bzw. Chartboxen sind in ebendiesen zu finden.
| Land/RegionAuszeichnungen für Musikverkäufe (Land/Region, Auszeichnungen, Verkäufe, Quellen) | Gold     | Platin | Verkäufe  | Quellen         |
| -------------------------------------------------------------------------------------------- | -------- | ------ | --------- | --------------- |
| Frankreich (SNEP)                                                                            | 7× Gold7 | —      | 1.300.000 | snepmusique.com |
| Insgesamt                                                                                    | 7× Gold7 | —      |           |                 |